# Jean Ping

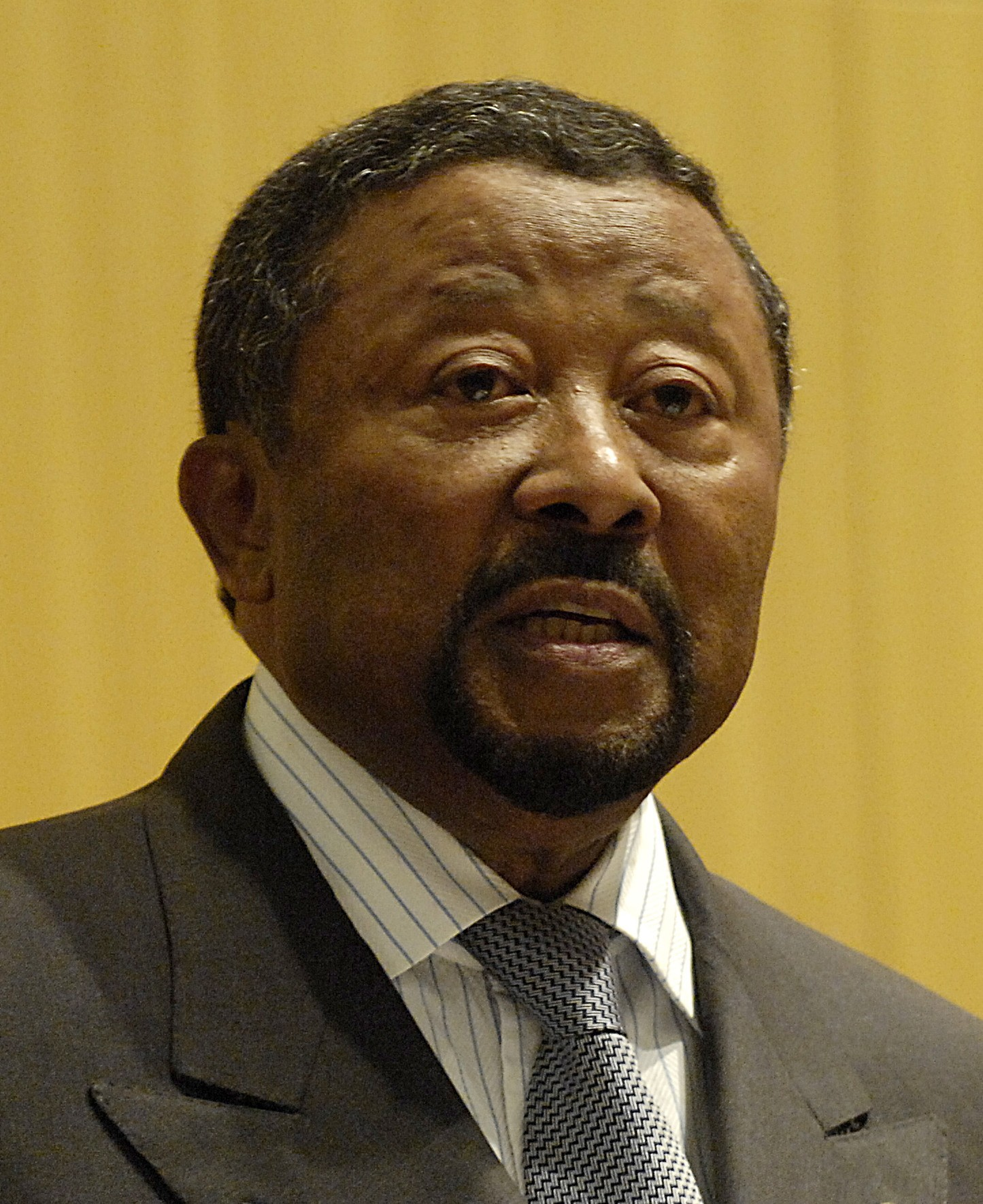
Jean Ping

Jean Ping (24 november 1942) is een Gabonees diplomaat en politicus. Hij was onder meer minister van Buitenlandse Zaken van Gabon (1999 tot 2008) en voorzitter van de Algemene Vergadering van de Verenigde Naties (2004-2005). Tussen 2008 en 2012 was hij werkzaam als Commissievoorzitter van de Afrikaanse Unie. In 2016 deed hij mee aan de Gabonese presidentsverkiezingen, waarbij hij het opnam tegen president Ali Bongo. Ping zou hierbij 48,23% van de stemmen hebben gekregen, terwijl Bongo herkozen werd met 49,80%. De oppositie erkende deze uitslag niet en Ping eiste tevergeefs het presidentschap op, waarna in het land hevige rellen uitbraken.